# قورباغه خالدار غربی
قورباغه خالدار غربی (نام علمی: Heleioporus albopunctatus) نام یک گونه از راسته قورباغه است. این گونه دوزیست از خانواده قورباغه‌های زمینی استرالیاست که بوم‌زاد شرق استرالیاست. زیستگاه این گونه قورباغه جنگل‌ها، مرداب‌ها، مانداب‌ها، آبراهه‌ها و زمین‌های کشاورزی است.